# Dendronephthya depressa
Dendronephthya depressa är en korallart som beskrevs av Kükenthal 1895. Dendronephthya depressa ingår i släktet Dendronephthya och familjen Nephtheidae. Inga underarter finns listade i Catalogue of Life.